# لیبرالیسم ملی‌گرا
لیبرالیسم ملی، یا آزادی‌خواهیِ ملی‌گرا نوعی از لیبرالیسم است که سیاست‌ها و مسایل لیبرال را با عناصر ملی‌گرایی ترکیب می‌کند. از نظر تاریخی، لیبرالیسم ملی به همان معنای لیبرالیسم محافظه کار (لیبرالیسم راست‌گرا) نیز به کار رفته‌است.
در قرن نوزدهم یک سری از احزاب سیاسی «لیبرال ملی»، از لحاظ ایدئولوژی یا صرفاً از لحاظ اسم، به صورت خاص در در بسترهای متعدد ملی مانند اروپای مرکزی، کشورهای نوردیک و اروپای جنوب شرقی فعال بودند.

## تعاریف
لیبرالیسم ملی در قرن نوزدهم میلادی اساساً یک ایدئولوژی و یک جنبش بود.
اهداف لیبرالِ ملی، ادامه آزادی فردی و اقتصادی، همچنین حاکمیت ملی بود. یوژف آنتال، تاریخ‌نویس و دموکرات مسیحی، کسی که به عنوان اولین نخست‌وزیر پسا کمونیسم در مجارستان خدمت کرد، لیبرالیسم ملی را به عنوان «بخشی از ظهور دولت-ملت» در اروپای قرن نوزدهم توصیف نمود.
به گفته «اوسکار مولیج» ، «با توجه با ایدئولوژی‌ها و سنن احزاب سیاسی می‌توان استدلال کرد که در زمین‌های اروپای مرکزی یک نوع متفاوت از لیبرالیسم، مختص به این منطقه در جریان قرن نوزدهم تکامل یافت» و به نقل از «ماسیج جانوسکی» : «واژه 'ملی' به عنوان چیزی مترادف 'لیبرال' عمل کرده‌است» («'ملی' به تنهایی کافی بود تا شک‌هایی را دربارهٔ انجمن لیبرال برانگیزد»). هم‌چنین به گفته مولیج، در اروپای جنوب شرقی «'لیبرال ملی‌گراها' نیز نقش قابل مشاهده‌ای، هر چند اساسی نبود، اما با ویژگی‌های اندک متفاوت مختص به منطقه داشتند، که تا حد زیادی آن‌ها را از همتایان اروپای مرکزی‌شان متمایز می‌کرد».
«مایکل لیند» در کتاب‌اش با عنوان «برآمده از محافظه‌کاری» ، لیبرالیسم ملی را به‌گونه‌ای تعریف می‌کند که مورخ «آرتور ام شلزینگر جونیور» در پیشرو استفاده از عبارت «مرکز حیاتی» را به‌طور مشابه توصیف می‌کند. خود لیند، لیبرالیسم ملی را به عنوان متحدکننده «محافظه کاری اجتماعی معتدل با لیبرالیسم معتدل اقتصادی» تعریف می‌کند.
«گوردون اسمیت» ، پژوهشگر ارشد سیاست‌های تطبیقی اروپا، لیبرالیسم ملی را یک مفهوم سیاسی می‌داند که هنگام موفقیت جنبش‌های ملی‌گرا در ایجاد دولت-ملت‌ها، زمانی که دیگر نیاز نبود مشخص شود که یک آرمان، حزب یا سیاست‌مدار لیبرال «ملی» است، محبوبیت‌اش را از دست داد.

## تاریخچه
ریشه‌های لیبرالیسم ملی را می‌توان در قرن نوزدهم یافت، زمانی که لیبرالیسم محافظه‌کار یا لیبرالیسم کلاسیک ایدئولوژی طبقات سیاسی در بیشتر کشورهای اروپایی و به‌طور خاص کشورهای اروپای مرکزی بود که بعداً توسط نظام سلطنتی مورثی اداره می‌شدند.
لیبرال‌های ملی در اصل اگرچه حامی تجارت بودند، الزاماً طرف‌دار تجارت آزاد و لیبرالیسم اقتصادی نبودند و گاهی طرف‌دار همکاری میان دولت و صنعت ملی، سطوح میانه حمایت‌گرایی، تأسیس اتحادیه‌های گمرکی ترجیحی، گمرکات برای صنایع نوپا یا شرکت‌هایی که دارای اهمیت استراتژیک ملی و انواع مختلف برنامه‌ریزی صنعتی بودند.
لیبرالیسم ملی در قرن نوزدهم در تعدادی از کشورها از جمله آلمان، اتریش، دانمارک، سوئد، فنلاند و رومانیا معروف بود. در آلمان، اتریش و رومانیا، لیبرال‌های ملی یا احزاب «لیبرال ملی» به مدت طولانی در حکومت بودند. به‌طور خاص، در کشورهای آلمانی زبان، به دلیل ویژگی چند ملیتی یا ماهیت غیرمتجانس کشورهایی مانند امپراتوری اتریش (که بعداً به‌طور رسمی به اتریش-مجارستان تغییر نام یافت) یا آلمان جدیداً تأسیس شده در زمان صدراعظم اوتو فون بیسمارک، لیبرال‌های ملی نیز طرف‌دار رژیمی اقتدارگراتر یا محافظه کارتر بودند.

### آلمان
در آلمان قرن نوزدهم، معتقدین به لیبرالیسم ملی‌گرا از ملی‌گرایان لیبرال متفاوت بود، این‌که آن‌ها به موجودیت اقتدارگراتر در اروپا و یک امپراتوری آلمانی قوی معتقد بودند. لیبرال‌های ملی‌گرا مانند ماکس وبر، به دنبال یک آلمان دموکراتیک در همکاری با سایر قدرت‌های اروپایی بودند.
در زمان امپراتوری آلمان، لیبرالیسم ملی توسط «حزب لیبرال ملی»‏ (NLP)، بزرگ‌ترین حزب در رایشتاگ برای چندین سال، نمایندگی می‌شد. زمانی که بیسمارک، کسی که از ۱۸۷۱ (متحد شدن آلمان) تا ۱۸۹۰ میلادی صدراعظم بود، سیاست‌های اولیه تجارت آزاد خود را لغو کرده و حامی حمایت‌گرایی و مخالف افزایش قدرت‌های پارلمان شده و نهایتاً برای حمایت از حزب محافظه کار آلمان (که عمدتاً نماینده نخبگان سرمایه‌دار زمین‌داران یونکرهای پروس است) تلاش کرد، لیبرال‌های ملی از او حمایت کردند. علاوه بر این، حزب NLP (که تقریباً ۳۰ درصد رأی را در سه انتخابات اول فدرال، از جمله ۳۰٫۱ درصد در انتخابات فدرال سال ۱۸۷۱ میلادی به دست آورد) در انتخابات فدرال ۱۸۷۸ و مخصوصاً در انتخابات فدرال ۱۸۸۱ (که رأی آن به ۱۴٫۶ درصد کاهش یافت) شدیداً شکست خورد. بعداً، این حزب با ظهور حزب سوسیال دموکرات و حزب مرکزی در آغاز قرن، در سهم رای خود کاهش پیوسته‌ای را تجربه کرد.
در جریان جمهوری وایمار، «حزب خلق آلمان»‏ (DVP) که رهبر آن گوستاف اشترزمان، صدراعظم (۱۹۲۳ میلادی) و وزیر امور خارجه (۱۹۲۳ – ۱۹۲۹ میلادی) بود، جانشین حزب NLP شد. حزب DVP که برخی از عناصر معتدل «حزب محافظه‌کار آزاد»‏ (FKP) و «اتحادیه اقتصادی»‏ (WV) با آن پیوسته بود، عموماً فکر می‌کرد تا از منافع صنعت‌کاران بزرگ آلمان نمایندگی کند و توسط چندین ناظر به عنوان یک حزب لیبرال ملی طبقه‌بندی شده بود. پلتفورم آن بالای ارزش‌های خانواده مسیحی، تحصیل سکولار، تعرفه‌های پایین، مخالفت با هزینه‌های رفاهی و گمرکات زراعی و خصومت با «مارکسیسم» (یعنی حزب کمونیست و حزب سوسیال دموکرات) تأکید داشت. بعد از مرگ استریسمن،‏ DVP که در صفوف آن چندین مخالف جمهوری‌خواه وجود داشت، شدیداً به راست منحرف شد.
حزب فعلی دموکرات آزاد (FDP)، که جانشین DVP و حزب سوشال لیبرال دموکرات آلمان (DDP) است، در ابتدا تلاش‌های محافظه‌کارانه و تا حدی ملی‌گرایانه‌ای داشت، که به‌طور خاص در برخی از انجمن‌های ایالتی تا دهه ۱۹۵۰ میلادی و گهگاهی بعد از آن قدرت‌مند بود (یک مثال جالب یورگن مولمان، رهبر FDP در سال‌های ۱۹۸۳–۱۹۹۴ و ۱۹۹۶–۲۰۰۲ میلادی در نوردراین-وستفالیا است) و هنوز هم شامل یک جناح لیبرال ملی است که برخلاف سایر جناح‌های حزب، پیوسته نسبت به اروپا شکاک بود. برخی از عناصر شاخه راست، شامل «سون تریشلر» (رهبر قبلی باشگاه استریسمن)، اخیراً به حزب آلترناتیو برای آلمان (AfD) پیوستند، که به نوبهٔ خود از سوی برخی از ناظران به عنوان لیبرال ملی طبقه‌بندی می‌شود.

### اتریش
در اتریش-مجارستان، «حزب مشروطه» نماینده اصلی نشنل لیبرالیسم بود. در اتریش، نشنل لیبرالیسم مبنای یکی از سه Lager، یا کمپ‌های ایدیولوژیک در کشور باقی‌مانده‌است که به انقلاب ۱۸۴۸ میلادی در امپراتوری اتریش بر می‌گردد. در جریان دوره بین دوجنگ، کمپ لیبرال ملی در قالب «حزب خلق آلمان بزرگتر» جمع شده بود. تا سال ۱۹۳۸ میلادی، با آنشلوس اتریش با آلمان نازی، کمپ لیبرال ملی به‌صورت کامل توسط سوسیالیسم ملی اتریش بلعیده شده و تمام احزاب دیگر نهایتاً توسط توتالیتاریسم نازی جذب شدند. سوسیالیست‌ها و سوسیال‌های مسیحی تحت آزار و اذیت رژیم نازی قرار گرفتند و کمپ نشنل لیبرال بعد از جنگ به دلیل گناه متحد شدن با سوسیالیسم ملی، زخم خورد.
در سال ۱۹۴۹ میلادی، «فدراسیون مستقلین»‏ (VdU) به عنوان یک گزینه لیبرال ملی برای احزاب عمده اتریشی بنیان‌گذاری شد. این فدراسیون یک مجموعه جنبش‌های سیاسی شامل لیبرال‌های بازار آزاد، پوپولیست‌ها، نازی‌های قبلی و ملی‌گرایان آلمانی که قادر به پیوستن به هیچ‌یک از دو حزب عمده نبودند را دربرگرفت.‏ VdU در سال‌های ۱۹۵۵–۱۹۵۶ میلادی به حزب آزادی اتریش‏ (FPÖ) تکامل یافت. زمانی که یورگ هایدر در سال ۱۹۸۶ میلادی به عنوان رهبر جدید FPÖ انتخاب شد، این حزب آغاز به چرخش ایدئولوژیک به سوی پوپولیسم شاخه‌راست کرد که منجر به انشعاب اکثر لیبرال‌ها گردید که فوروم لیبرال‏ (LiF) را شکل دادند و عضویت FPÖ را در بین‌الملل لیبرال گرفتند و نهایتاً با NEOS ادغام شدند. خود هایدر از حزب جدا شده و «اتحاد برای آینده اتریش» را در سال ۲۰۰۵ میلادی تشکیل داد.

### بلغارستان
در بلغارستان، حزب لیبرال ملی (NLP) یک حزب سیاسی بود که در سال ۱۹۲۰ با ادغام حزب لیبرال (رادوسلاویست)، حزب لیبرال خلق و حزب لیبرال‌های جوان تأسیس شد. این حزب در برخی از انتخابات از جمله انتخابات نوامبر ۱۹۲۳ و انتخابات ۱۹۲۷ چندین کرسی به دست آورده‌است. حزبی به نام حزب لیبرال ملی «استفان استامبولوف» پس از سقوط رژیم کمونیستی تأسیس شد و بخشی از ائتلاف ائتلاف برای بلغارستان در انتخابات پارلمانی ۱۹۹۱ بود.

### جمهوری چک
در اتریش-مجارستان ، حزب چک جوان، که در سال ۱۸۷۴ پس از انشعاب از حزب قدیمی چک پدید آمد، یک نیروی لیبرال ملی بود. در دوران چکسلواکی (۱۹۱۸–۱۹۹۲)، چند حزب به عنوان ملی لیبرال توصیف شدند: دموکراسی ملی چکسلواکی، حزب کارگر ملی و پس از ۱۹۸۹، حزب ملی سوسیال چک.
امروزه حزب محافظه کار دموکراتیک مدنی (ODS) در جمهوری چک به عنوان یک حزب لیبرال ملی توصیف شده‌است. ODS یکی از اعضای اتحاد محافظه کاران و اصلاح طلبان در اروپا، به عنوان آزادی و همبستگی اسلواکی، و اتحادیه دموکرات بین‌الملل است.

### دانمارک
در دانمارک، از دهه ۱۸۳۰، مفهوم اصلی لیبرالیسم ملی این بود که ملت و دولت باید به یک اندازه باشند. لیبرال‌های ملی از اتحادیه پادشاهی دانمارک و دوک‌نشین شلسویگ تحت یک چارچوب قانون اساسی مشترک حمایت کردند. در مورد اقتصاد، دولت نباید در تجارت دخالت کند و دیدگاه اقتصادی ملی-لیبرال در قانون آزادی تجارت در سال ۱۸۵۷ منتقل شد، که آخرین بقایای انحصارات فئودالی را که قبلاً چارچوب صنعت شهرها را تشکیل می‌داد، لغو کرد. . لیبرال‌های ملی دانمارکی از اسکاندیناویزم و در نتیجه وحدت اسکاندیناوی حمایت کردند.

### فنلاند
در دوک نشین بزرگ فنلاند، بخش خودمختار امپراتوری روسیه، که حدود ۸۰ درصد جمعیت آن پروتستان و فنلاندی زبان بودند، تا حدودی کمتر از ۲۰ درصد پروتستان زبان سوئدی (سوئد تا سال ۱۸۰۹ بر فنلاند حکومت می‌کرد) و تعداد کمی روسی. ارتدکس، اصطلاح «لیبرال ملی» توسط نخبگان سوئدی زبان جنبش Svecoman استفاده می‌شد که از آرمان‌های لیبرال دفاع می‌کردند، اما می‌خواستند زبان سوئدی را به عنوان زبان غالب حفظ کنند، ایده ای که توسط ملی گرایان فنلاندی زبان جنبش Fennoman مخالف بود. جنبش Svecoman حزب سوئد را به وجود آورد که بعداً در فنلاند به حزب مردم سوئد تغییر نام داد که از آن زمان به سمت جریان اصلی لیبرالیسم و سوسیال لیبرالیسم حرکت کرد و اغلب یک حزب دولتی در کشور است.

### اسرائیل
از سال ۱۹۷۳، لیکود - جنبش ملی لیبرال در اسرائیل به عنوان اصلی‌ترین حزب سیاسی راست میانه و صهیونیستی در این کشور فعالیت می‌کند.

### رومانی
در رومانی، حزب لیبرال ملی (PNL) که ابتدا در سال ۱۸۷۵ تأسیس شد، سپس در سال ۱۹۹۰ مجدداً تأسیس شد و متعاقباً در سال ۲۰۱۴ (زمانی که حزب لیبرال دموکراتیک، PDL را جذب کرد) گسترش یافت.
ین روزها یکی از دو حزب اصلی کشور و اولین نیروی حکومتی است. کلاوس یوهانیس رئیس‌جمهور کنونی رومانی از آن نشات می‌گیرد. در حال حاضر، از نظر ایدئولوژی سیاسی، PNL عمدتاً لیبرال-محافظه کار و طرفدار اروپاست، بنابراین در سمت راست میانه طیف سیاسی مربوط به اقتصاد، جامعه، فرهنگ، آزادی بیان و آزادی‌های مدنی قرار می‌گیرد.

### روسیه
در روسیه، «لیبرالیسم ملی» جنبشی در دهه ۱۹۹۰ بود که مدعی بود در حال بازتعریف اصول «لیبرال» آنگونه که در سنت غربی فهمیده می‌شود، برای تولید «لیبرالیسم ملی» مناسب‌تر با فرهنگ روسیه، عملاً نوعی ناسیونالیسم روسی است.

### اسلواکی
آزادی و همبستگی (SaS)، حزب اصلی اپوزیسیون لیبرال و لیبرتارین پس از انتخابات پارلمانی ۲۰۱۶ در اسلواکی، از لیبرالیسم به اروپا شکاکیت و ناسیونالیسم و/یا ترکیب لیبرالیسم و ناسیونالیسم تغییر کرده‌است. در واقع، SaS عضو حزب اتحاد لیبرال‌ها و دموکرات‌ها برای اروپا نیست، بلکه عضو ائتلاف محافظه‌کاران و اصلاح‌طلبان در اروپا، همراه با احزاب محافظه‌کار و اروپایی است. ریچارد سولیک، رهبر SaS خود را هم لیبرال و هم یک ملی‌گرا توصیف کرد، اما با گفتن اینکه لیبرال و میهن‌پرست است، خود را اصلاح کرد و در عین حال شوونیسم، نژادپرستی و تعصب مذهبی را محکوم کرد و با خروج اسلواکی از اتحادیه اروپا مخالفت کرد. . با این حال، این حزب هرگز توسط منابع شخص ثالث به عنوان لیبرال ملی طبقه‌بندی نشده‌است.

### کره جنوبی
تاریخ کره جنوبی شامل ایدئولوژی "چین کوچک" چوسان، حکومت استعماری ژاپن، تقسیم شبه جزیره کره توسط ایالات متحده و اتحاد جماهیر شوروی، و دیکتاتوری‌های راست افراطی ضد کمونیستی (از جمله جمهوری‌های اول، سوم، چهارم و پنجم) نسبتاً دوستانه با ایالات متحده و ژاپن هستند؛ بنابراین، تقریباً تمام لیبرال‌های کره جنوبی با ریشه‌های تاریخی در جنبش استقلال‌طلبی و جنبش دموکراسی‌سازی، از زمان ضدیت و مدرنیته خود نسبت به قدرت‌های همسایه، گرایش ملی‌گرایانه بسیار قوی دارند.
حزب دموکرات کره (DPK) یک حزب لیبرال اصلی در کره جنوبی است که احساسات ملی گرایانه نسبت به ژاپن دارد. مون جه-این این رئیس‌جمهور سابق کره جنوبی یکی از اعضای حزب دموکراتیک خلق کره بود و از او به عنوان یک سیاستمدار «لیبرال ملی» نیز یاد می‌شد. دولت لیبرال ملی مون جائه این به‌طور دیپلماتیک با دولت شینزو آبه محافظه کار ملی ژاپن درگیر شد و روابط بین کره جنوبی و ژاپن به پایین‌ترین حد جدید رسید. کارشناسان می‌گویند که درگیری بین ژاپن و کره جنوبی زمانی تشدید می‌شود که یک رژیم محافظه کار (عمدتاً LDP) در ژاپن و یک رژیم لیبرال (عمدتاً DPK) در کره جنوبی مستقر شود.

### سوئد
در سوئد، در دهه ۱۸۶۰، لیبرال‌ها خود را لیبرال‌های ملی (Nationalliberal) توصیف کردند و ائتلافی از سلطنت‌طلبان و اصلاح‌طلبان لیبرال در حمایت از اصلاحات پارلمانی تشکیل دادند. لیبرال‌های ملی سوئد نیز از اسکاندیناویزم حمایت کردند.

## استفاده‌های دیگر
چندین حزب سیاسی «لیبرال ملی» را در نام یا ایدئولوژی خود گنجانده‌اند. لیستی در حزب لیبرال ملی موجود است.

## احزاب یا جناح‌های لیبرال ملی
- فرانسه: حزب لیبرال ملی
- آلمان: حزب دموکرات آزاد (جناح‌ها)[۵۷]
- یونان: اتحادیه مرکزها
- اسرائیل: لیکود، امید نو، اسرائیل بیتینو[۵۸]
- رومانی: حزب لیبرال ملی
- کره جنوبی: حزب دموکرات کره (جناح)[۵۹][۶۰]
- اسپانیا: شهروندان
- اوکراین: اوکراین ما